# Droga krajowa B195 (Niemcy)
Droga krajowa 195 (niem. Bundesstraße 195, B 195) – niemiecka droga krajowa przebiegająca  z zachodu na wschód od miejscowości Zarrentin w Meklemburgii-Pomorzu Przednim do skrzyżowania z drogą B189 na obwodnicy Wittenberge w Brandenburgii.

## Miejscowości leżące przy B195

### Meklemburgia-Pomorze Przednie
Zarrentin, Gallin, Greven, Lüttenmark, Gresse, Schwartow, Boizenburg/Elbe, Gülze, Bandekow, Vorderhagen, Dömitz.

### Dolna Saksonia
Niendorf, Amt Neuhaus, Stapel, Zeetze, Stixe, Kaarßen, Pinnau, Tripkau, Wehningen.

### Brandenburgia
Baarz, Besandten, Unbesandten, Wootz, Mödlich, Lenzen (Elbe), Ferbitz, Lanz, Cumlosen, Wentdorf, Wittenberge.